# Parafia św. Józefa Robotnika w Motkowicach
Parafia świętego Józefa Robotnika w Motkowicach – parafia rzymskokatolicka, znajdująca się w diecezji kieleckiej, w dekanacie jędrzejowskim.